# Issues
Issues este al patrulea album de studio al trupei americane de nu metal Korn. A fost lansat pe 16 noiembrie 1999 prin Immortal Records. Albumul a fost promovat pe tot parcursul anului 2000 de turneul de mare succes al trupei Sick and Twisted.

## Inregistrare si producție
În timpul uneia dintre sesiunile de înregistrări ale trupei, jurnalistul Chris Connelly a întrebat despre cum decurge înregistrarea, la care toboșarul David Silveria a răspuns că „Sună de parcă muzica este puțin mai simplă și mai grea. Un fel de groove mai greu, mai mult decât ultimele. Cumva mai asemănător cu începutul, doar că Jon este un cântăreț mult mai bun acum, așa că totul se adună.”
În octombrie 1999, Korn a postat „Falling Away from Me” pe site-ul lor ca descărcare gratuită MP3, deși a fost împotriva sfaturilor avocaților săi. O declarație pe site-ul trupei relatează: „Suntem atât de entuziasmați de [noul album] încât am vrut să vă oferim tuturor, adevăraților fani Korn, un cadou de la noi”. De asemenea, în acest moment, trupa a încercat să înceapă un lanț de e-mailuri online, postând scrisoarea online și cerând fanilor să trimită scrisoarea prin e-mail către alte 10 persoane și apoi să semneze cartea de oaspeți ”I Downloaded the Korn Single for Free” („Am Descărcat Single-ul Korn Gratis”) pe site-ul trupei. Pentru fiecare persoană care a semnat, Korn a donat 25 de cenți organizațiilor caritabile Childhelp USA și Children of the Night. A strâns peste 250.000 USD.

## Lista melodiilor
| Nr.             | Titlu                          | Lungime |  |
| 1.              | „Dead”                         | 1:12    |  |
| 2.              | „Falling Away from Me”         | 4:29    |  |
| 3.              | „Trash”                        | 3:27    |  |
| 4.              | „4 U”                          | 1:42    |  |
| 5.              | „Beg for Me”                   | 3:53    |  |
| 6.              | „Make Me Bad”                  | 3:55    |  |
| 7.              | „It's Gonna Go Away”           | 1:29    |  |
| 8.              | „Wake Up”                      | 4:07    |  |
| 9.              | „Am I Going Crazy”             | 1:00    |  |
| 10.             | „Hey Daddy”                    | 3:44    |  |
| 11.             | „Somebody Someone”             | 3:47    |  |
| 12.             | „No Way”                       | 4:07    |  |
| 13.             | „Let's Get This Party Started” | 3:41    |  |
| 14.             | „Wish You Could Be Me”         | 1:07    |  |
| 15.             | „Counting”                     | 3:37    |  |
| 16.             | „Dirty”                        | 7:50    |  |
| Lungime totală: | Lungime totală:                | 53:16   |  |